# 我愛下午茶
《我愛下午茶》（英語：High Tea Club）是香港亞洲電視有限公司製作的清談資訊節目、婦女節目，於2014年5月5日－2015年4月29日逢星期一至五14:30至15:00在本港台及16:30至17:00在亞洲台播出。2015年4月30日，亚洲电视将该节目改版为《天南地北》，逢星期一至五晚19:30至20:00于本港台播出。
此節目是晚於在1975年9月29日啟播的《下午茶》和1982年由張美鏈、黎萱主持的《午間小敍》及《下午麼麼茶》。

## 節目內容
本節目圍繞趣味、健康、美容、寵物、烹飪、生活享受等元素，邀請嘉賓分享生活感受及教授心得，節目的豐富資訊令觀眾懂得利用知識追求優質生活。該節目現時以16:9高清解像度攝製節目。節目亦於亞視網站及YouTube亞視官方頻道提供節目重溫。

## 主持人
- 袁潔儀
- 蔡梓銘
- 姚嘉雯
- 林睿
- 夏伍華

## 播映時間
- 本港台：星期一至五14:30至15:00
- 亞洲台：星期一至五16:30至17:00

## 主題及環節

### 現時[3]
- 健康篇
  - 跳出曲線（星期一至五）
  - 回春堂呈獻：健康全方位（星期二）
  - 健康最美麗（星期四）
- 美食篇
  - 至 LIKE 湯水（星期二至四）
  - 八珍特約：珍饈八味（星期一及五）
- 家庭篇
  - 智叻爸媽（星期二）
  - DIY@HOME（星期二及四）
  - I LOVE PET PET（星期三）
  - 環保救地球（星期四）
- 潮流資訊
  - 星級.潮型（星期三及四）
  - 今日潮呢啲（星期一及三）
  - 樂悠遊（星期五）

### 以往
- ACE 王牌食品特約：SAM 哥王牌料理（星期一及五）
- 人人靚得起（星期三及四）
- 占星有術（星期一）
- 人人愛潮（星期五）

## 外部連結
- 《我愛下午茶》 Youtube 播放清單 （页面存档备份，存于）